# Dragjärn

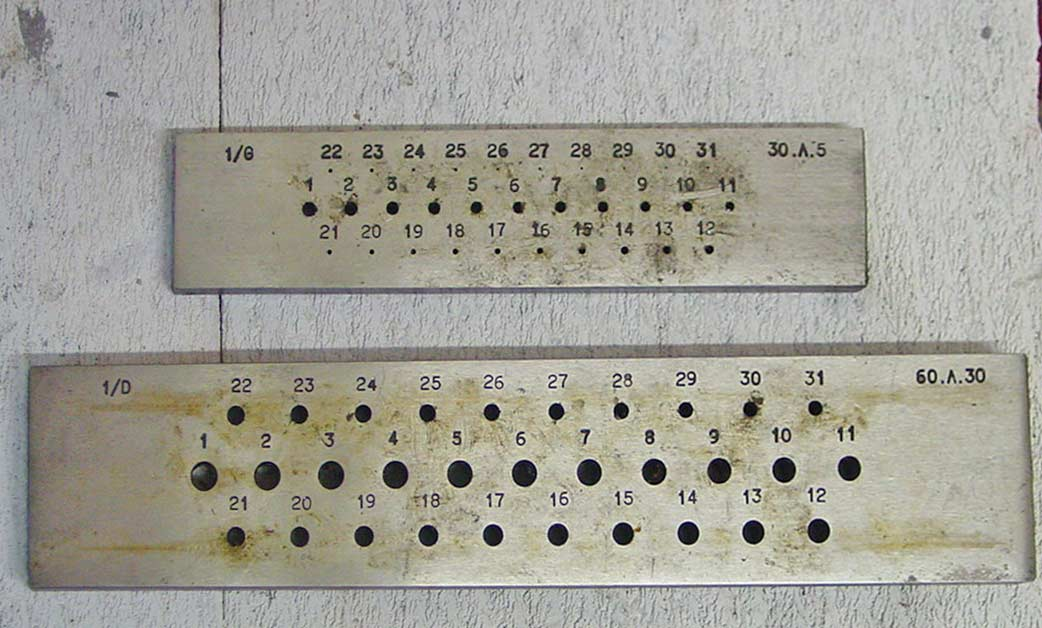
Två dragjärn för olika dimensioner av tråd

Dragjärn, är bland annat ett verktyg som används inom metallsmide för att omforma tråd genom att tvinga materialet genom olika profiler. Även ett verktyg för att göra ett långdrag i byggnadstimmer.